# Gancio il Dritto
Gancio il Dritto (Ellsworth Bheezer o Ellsworth Bhezer) è un personaggio dei fumetti della Disney creato da Manuel Gonzales e Bill Walsh per le loro tavole domenicali di Topolino nell'ottobre 1949. È apparso come protagonista o comprimario in centinaia di storie a fumetti realizzate in vari paesi del mondo.

## Caratteristiche
È una gracula religiosa (in lingua originale mynah bird) o merlo indiano (anche se spesso viene indicato come un corvo) e, nella sua prima apparizione, benché dotato di una irriverente parlantina, è ben poco antropomorfo, essendo venduto come animale domestico a Pippo al prezzo di 1,79 $. Inizialmente vive in una gabbia come un comune uccello da compagnia, ma già nella stessa tavola domenicale d'esordio (30 ottobre 1949) emergono tutte le sue sconvolgenti potenzialità: Pippo riceve una telefonata-quiz da una trasmissione radiofonica, e grazie alla risposta corretta di Gancio a un complesso quesito di aritmetica i due diventano improvvisamente ricchi; pur rimanendo ancora un "animale", Gancio acquisisce caratteristiche sempre più antropomorfe, e gli altri personaggi si rivolgono a lui come Gancio "il Dritto" portandogli rispetto. Nella tavola del 2 aprile 1950 un ufficiale scolastico costringe Gancio ad andare a scuola come un bambino, visto che parla come tutti gli esseri umani, ma Gancio in un solo giorno viene "promosso" all'asilo, alla scuola elementare, alla scuola superiore e al college, prendendo parte a un progetto di ricerca scientifica. Continuerà a comparire nelle tavole domenicali disegnate da Manuel Gonzales fino al 1959.
Vive nella fittizia città di Topolinia e possiede un carattere ricco di sfaccettature, spesso si dimostra un tipo determinato, sicuro di sé, talvolta un po' burbero e imprevedibile; è un vincente proprio come Topolino, ma più impulsivo e solitario di lui, oltre che dotato di una discreta conoscenza di ogni campo della cultura umana (pur non raggiungendo la saccenza di personaggi come Pico De Paperis o Gilberto, il quale gli suscita una certa antipatia nella storia del 1964 Gancio il dritto alla riscossa). Intraprende innumerevoli lavori in molti campi (spesso accompagnato da Pippo), nonostante spesso non sappia svolgere nessuno di essi. Caratteristiche salienti di Gancio sono la capacità di volare (può usare gli arti anteriori sia come mani sia come ali) e di parlare con gli altri uccelli. Egli è anche molto scaltro anche se a volte tende a esagerare un po' sui racconti delle sue avventure. Col passare degli anni Gancio si affianca anche molte volte a Topolino e Pippo aiutandoli a risolvere complicate indagini. Come tutti i personaggi disneyani ha un abbigliamento tipico: un maglione rosso con una Y gialla e un basco alla francese verde o blu.

## Edizioni estere

### Italia
Il personaggio esordisce in un ciclo di storie tradotte da Guido Martina per Topolino, a partire dal n. 33 con Le scaltre imprese di Gancio il dritto. Le prime storie prodotte in Italia risalgono al 1964 quando il disegnatore Giulio Chierchini e lo sceneggiatore Abramo Barosso realizzano Pippo e il ritorno di Gancio (pubblicata su Topolino n. 430 del 1964), dove è al fianco di Pippo, Pluto e Minni; nella sua terza storia, Gancio il dritto dà lezioni (su Topolino n. 445), Romano Scarpa fa confrontare il protagonista con Orazio e Clarabella, Eta Beta, Gambadilegno e Trudy, Atomino Bip Bip e il Professor Enigm.
Nel 1975, con Topolino e il rampollo di Gancio (su Topolino n. 1048), ancora di Romano Scarpa, il personaggio, mentre è in forza nella Legione straniera, soccorre un merlo neonato avvolto in fasce, abbandonato nel deserto del Sahara, battezzandolo col nome di Bruto perché ritrovato in mezzo a delle antiche rovine romane; il piccolo, detto anche Gancetto, diventa il figlioccio di Gancio e si stabilisce per qualche tempo in casa di Topolino facendogli da spalla in molti gialli a cavallo fra gli anni '70 e '80, comparendo anche in un disegno animato realizzato dallo stesso Romano Scarpa per la sigla di Topolino show nel 1982.
Messo un po' da parte durante gli anni '80, il personaggio di Gancio ritorna più spesso sul finire degli anni '90, in cui si inserisce la storia Tanti auguri, Gancio! (Topolino n. 2297), scritta in occasione dei 50 anni del personaggio. Riproposto in varie storie brevi al fianco di Pippo nelle attività più disparate, è tornato a essere protagonista nella saga Star Top - Terza Generazione di Bruno Enna inaugurata nel 2014, e in Topolino e il settimo corvo di Francesco Artibani e Lorenzo Pastrovicchio del 2019.

### Francia
Nel 1985, Gancio viene riproposto come spalla di Pippo in una serie di storie realizzate in Francia per il settimanale Le Journal de Mickey, disegnate dal francese Gen-Co (pseudonimo di Claude Chebille) e dal catalano Maximinio Tortajada. I soggetti sono in gran parte di François Corteggiani e di Dodo; il personaggio viene chiamato Genius. In una di queste avventure pubblicate in Francia, viene messo a confronto addirittura con sua madre, che gli assomiglia come una goccia d'acqua.